# Sangiria hystrix
Sangiria hystrix är en ringmaskart som beskrevs av Horst 1911. Sangiria hystrix ingår i släktet Sangiria och familjen Amphinomidae. Inga underarter finns listade i Catalogue of Life.